# دایکسویل (ویسکانسین)
دایکسویل (به انگلیسی: Dyckesville) یک منطقهٔ مسکونی در ایالات متحده آمریکا است که در ویسکانسین واقع شده‌است. دایکسویل ۵۳۸ نفر جمعیت دارد و ۱۸۲٫۸۸ متر بالاتر از سطح دریا واقع شده‌است.